# CYB5D2
CYB5D2 (англ. Cytochrome b5 domain containing 2) – білок, який кодується однойменним геном, розташованим у людей на 17-й хромосомі. Довжина поліпептидного ланцюга білка становить 264 амінокислот, а молекулярна маса — 28 690.
| 10         |  | 20         |  | 30         |  | 40         |  | 50         |
| ---------- |  | ---------- |  | ---------- |  | ---------- |  | ---------- |
| MLRCGGRGLL |  | LGLAVAAAAV |  | MAARLMGWWG |  | PRAGFRLFIP |  | EELSRYRGGP |
| GDPGLYLALL |  | GRVYDVSSGR |  | RHYEPGSHYS |  | GFAGRDASRA |  | FVTGDCSEAG |
| LVDDVSDLSA |  | AEMLTLHNWL |  | SFYEKNYVCV |  | GRVTGRFYGE |  | DGLPTPALTQ |
| VEAAITRGLE |  | ANKLQLQEKQ |  | TFPPCNAEWS |  | SARGSRLWCS |  | QKSGGVSRDW |
| IGVPRKLYKP |  | GAKEPRCVCV |  | RTTGPPSGQM |  | PDNPPHRNRG |  | DLDHPNLAEY |
| TGCPPLAITC |  | SFPL       |  |            |  |            |  |            |

A: Аланін

C: Цистеїн

D: Аспарагінова кислота

E: Глутамінова кислота

F: Фенілаланін

G: Гліцин

H: Гістидин

I: Ізолейцин

K: Лізин

L: Лейцин

M: Метіонін

N: Аспарагін

P: Пролін

Q: Глутамін

R: Аргінін

S: Серин

T: Треонін

V: Валін

W: Триптофан

Задіяний у таких біологічних процесах, як нейрогенез, альтернативний сплайсинг. 
Секретований назовні.